# Gunther Belitz
Gunther Belitz (* 4. April 1963) ist ein ehemaliger deutscher Leichtathlet und Goldmedaillengewinner der Paralympics. Er ist Chefredakteur des deutschen Magazins Handicap.

## Werdegang
Gunther Belitz wurde mit seinen Leistungen in den kurzen Laufstrecken wie auch im Hoch- und Weitsprung in die deutsche Leichtathletik-Behindertennationalmannschaft berufen, mit der er an internationalen Wettbewerben wie den Paralympischen Spielen und Weltmeisterschaften der Behinderten teilnahm. Seinen ersten großen Erfolg hatte er bei den Paralympischen Sommerspielen 1988, bei denen er im Weitsprung bis in die Endrunde kam.
Bei den Paralympischen Sommerspielen 1992 in Barcelona siegte er im Weitsprung in seiner Leistungsgruppe J1. Zusätzlich zu diesem Erfolg gewann er bei diesen Paralympics im 100-Meter-Lauf eine Bronzemedaille.
Belitz gewann auch bei den Leichtathletik-Weltmeisterschaften der Behinderten 1994 mit der deutschen Nationalmannschaft der Behinderten im 100-Meter-Lauf in der Leistungsgruppe T 42 in 15,48 s eine Bronzemedaille.
Schließlich war er auch bei den Paralympischen Sommerspielen 1996 und 2000 als Mitglied der deutschen Nationalmannschaft erfolgreich. 1996 erkämpfte er sich eine Silbermedaille im Weitsprung, während er 2000 Dritter im Hochsprung wurde.
Für den Medaillengewinn 1992 erhielt er am 13. Juni 1993 von Bundespräsident Richard von Weizsäcker das Silberne Lorbeerblatt.